# Weltmeisterschaften im Trampolinturnen 1990
Die 16. Turn-Weltmeisterschaften im Trampolinturnen fanden 1990 in Essen, Deutschland statt.

## Ergebnisse

### Männer Einzel
| Rang | Land        | Turner               |
| ---- | ----------- | -------------------- |
|      | Sowjetunion | Alexander Moskalenko |
|      | Sowjetunion | Dsmitryj Poljarusch  |
|      | Deutschland | Michael Kuhn         |

### Männer Team
| Rang | Land        | Turner                                                                                   |
| ---- | ----------- | ---------------------------------------------------------------------------------------- |
|      | Sowjetunion | Alexander Moskalenko Dsmitryj Poljarusch Sacharia Abrachaschwili Aleksandr Daniltschenko |
|      | Deutschland | Michael Kuhn Ralf Pelle Bernd Leichert Christoph Emmes                                   |
|      | Dänemark    | John Hansen Kjeld Rosen Anders Christiansen Michael Nielsen                              |

### Synchron Männer
| Rang | Land        | Turner                                       |
| ---- | ----------- | -------------------------------------------- |
|      | Sowjetunion | Dsmitryj Poljarusch Sergej Nestrelai         |
|      | Sowjetunion | Alexander Moskalenko Alexander Daniltschenko |
|      | Deutschland | Ralf Pelle Michael Kuhn                      |

### Doppel Mini-Trampolin Männer
| Rang | Land        | Turner            |
| ---- | ----------- | ----------------- |
|      | Australien  | Adrian Wareham    |
|      | Portugal    | Jorge Moreira     |
|      | Deutschland | Steffen Eislöffel |

### Doppel Mini-Trampolin Team Männer
| Rang | Land        | Turner                                                         |
| ---- | ----------- | -------------------------------------------------------------- |
|      | Australien  | Adrian Wareham Steve Bland Darren Gillis Michael Johnston      |
|      | Portugal    | Jorge Moreira Luis Nunes Jorge Pereira Joao Ferreira           |
|      | Deutschland | Steffen Eislöffel Pascual Robles Manfred Schwedler Jörg Gehrke |

### Tumbling Männer
| Rang | Land               | Turner        |
| ---- | ------------------ | ------------- |
|      | Frankreich         | Pascal Eouzan |
|      | Vereinigte Staaten | Jon Beck      |
|      | Vereinigte Staaten | Aaron Wilkins |

### Tumbling Team Männer
| Rang | Land               | Turner |
| ---- | ------------------ | ------ |
|      | Frankreich         |        |
|      | Vereinigte Staaten |        |
|      | Polen              |        |

### Damen Einzel
| Rank | Land                   | Turnerin        |
| ---- | ---------------------- | --------------- |
|      | Sowjetunion            | Elena Merkulowa |
|      | Vereinigtes Königreich | Andrea Holmes   |
|      | Vereinigtes Königreich | Sue Challis     |

### Damen Team
| Rank | Land                   | Turnerin                                                           |
| ---- | ---------------------- | ------------------------------------------------------------------ |
|      | Sowjetunion            | Tatiana Luschina Anna Dogonadze Lelena Kolomejets Jelema Merkulowa |
|      | Vereinigtes Königreich | Andrea Holmes Sachelle Halford Sue Challis Lorraine Lyon           |
|      | Deutschland            | Hiltrud Roewe Sandra Siwinna Ivonne Kraft Gabi Bahr                |

### Synchron Damen
| Rang | Land        | Turner                              |
| ---- | ----------- | ----------------------------------- |
|      | Sowjetunion | Elena Merkulowa Tatiana Luschina    |
|      | Sowjetunion | Elena Kolomejets Rusudan Tschoperia |
|      | Deutschland | Sandra Siwinna Gaby Bahr            |

### Doppel Mini-Trampolin Damen
| Rang | Land       | Turner             |
| ---- | ---------- | ------------------ |
|      | Australien | Lisa Newman-Morris |
|      | Australien | Liz Jensen         |
|      | Neuseeland | Kylie Walker       |

### Doppel Mini-Trampolin Team Damen
| Rang | Land        | Turner                                                         |
| ---- | ----------- | -------------------------------------------------------------- |
|      | Neuseeland  | Alana Boulton Kylie Walker Kristen Glover Paula O’Gorman       |
|      | Australien  | Elizabeth Jensen Lisa Newman-Morris Natalia Abreu Robyn Forbes |
|      | Deutschland | Renate Gehrke Martina Wiening Stefanie Werner Nicole Krüger    |

### Tumbling Damen
| Rang | Land               | Turner          |
| ---- | ------------------ | --------------- |
|      | Frankreich         | Chrystel Robert |
|      | Frankreich         | Corinne Robert  |
|      | Vereinigte Staaten | Michelle Mara   |

### Tumbling Team Damen
| Rang | Land               | Turner |
| ---- | ------------------ | ------ |
|      | Frankreich         |        |
|      | Vereinigte Staaten |        |
|      | Kanada             |        |

### Medaillenspiegel
| Rang | Nation                 | Gold | Silber | Bronze | Gesamt |
| ---- | ---------------------- | ---- | ------ | ------ | ------ |
| 1    | Sowjetunion            | 6    | 3      | -      | 9      |
| 2    | Frankreich             | 4    | 1      | -      | 5      |
| 3    | Australien             | 3    | 2      | -      | 5      |
| 4    | Neuseeland             | 1    | 1      | -      | 2      |
| 5    | Vereinigte Staaten     | -    | 3      | 2      | 5      |
| 6    | Vereinigtes Königreich | -    | 2      | 1      | 3      |
| 7    | Portugal               | -    | 2      | -      | 2      |
| 8    | Deutschland            | -    | 1      | 7      | 8      |
| 9    | Dänemark               | -    | -      | 1      | 1      |
| 9    | Polen                  | -    | -      | 1      | 1      |
| 9    | Kanada                 | -    | -      | 1      | 1      |